# Аеро-3
Утва Аеро-3 је војни авион за почетно школовање пилота, с клипним мотором.

## Развој
Аеро-3 је пројектован на основу тактичко-техничких-захтева (ТТЗ-а) Југословенског ратног ваздухопловства као замена за Аеро-2, у намени за почетно и основно школовање и обуку пилота. Пројектовао га је дипл. инж. Ђорђе Т. Петковић. Произведено је 110 примерака у фабрици авиона Утва и у ЈРВ су били у употреби од 1956 до 1964. године. После тога су предати на употребу Ваздухопловном савезу Југославије, где су коришћени као авиони за основну обуку пилота, све до замене са Утвом 75.

## Опис
Аеро-3 је нискокрилац са седиштима за ученика и наставника у тандему, са затвореном кабином. Стајни трап је неувлачећи, с точком на репу. Основна конструкција је монокок од дрвета. Дуж размаха крила, уведено је аеродинамичко и геометриско витоперање аеропрофила, чиме је побољшано понашање у превученом лету.
Носећа структура трупа авиона Аеро 3 је била монокок дрвена (попречна ребра) а облога дрвена вишеслојна лепенка. У трупу авиона се налазила пространа кабина у коју су била смештена два кокпита у тандем распореду (један иза другог) за инструктора и пилота ученика. Ученик је седео на првом седишту а инструктор на другом. Авион је има дупле команде. Обе кабине су биле покривене јединственим поклопцем од плексигласа који се отварао повлачењем уназад (такозвани шибер поклопац).
Носач мотора је био направљен од танкозидих заварених цеви а капотажа мотора је била од алуминијумског лима. Резервоар за уље је био смештени иза мотора а резервоари за гориво су се налазили у кореном делу крила
Авион је био опремљен ваздухом хлађеним четвороцилиндричним боксер мотором Lycoming O-435-A снаге 142 kW. Упркос нешто слабијем мотору авион је био погодан за акробације. Издувне цеви из цилиндара мотора су изведене кроз капотажу мотора на обе бочне стране авиона. На облози мотора са предње стране симетрично у односу на вратило мотора су се налазила два отвора за улаз ваздуха за хлађење мотора, док су са обе стране капотаже налазили отвори кроз који је излази топао ваздух после хлађења мотора. Хладњак за уље се налази испод мотора са одвојеним улазом за хладан ваздух. На вратилу мотора је била причвршћена двокрака вучна, дрвена елиса непроменљивог корака и пречника 2,06 m. 
Крила су била дрвене конструкције, конзолна и самоносећа са две рамењаче, трапезастог облика са благо заобљеним крајевима, обложена вишеслојном дрвеном лепенком. Импрегнираним платном су били обложени покретни делови крила. Нападна ивица крила је била управна на осу авиона. Најважније је у односу на Аеро 2 што је извршена промена профила крајева крила тако да је повећана разлика између путне и минималне брзине авиона, што је повећало безбедност лета и смањена могућност пада у ковит.
Конструкције репних крила и вертикални стабилизатор као и кормило правца и висине су били направљени као дрвене конструкције, обложени импрегнираним платном.
Стајни трап овог авиона је био класичан фиксан са две независне ноге са точковима на којима су се налазиле нископритисне гуме а точкови су били опремљени кочницама. У ногама су се налазили амортизери помоћу опруга. На репу авиона се налазио или клавирски гумени точак који се у току лета није увлачио у труп авиона.
Сличан авион је: де Хавиланд Чипмунк (de Havilland Chipmunk)

## Оперативно коришћење авиона Аеро-3 у Југославији
У фабрици Утва из Панчева су у периоду од 1954. до 1958. године произвели 110 примерака овог авиона. Југословенско ратно ваздухопловство их је користило као авион за основну обуку пилота од 1954. године, а већ од 1961. године почели су да их предају аероклубовима. Године 1965. престаје војна употреба овог авиона, они се предају Ваздухопловном савезу Југославије и почиње њихова дистрибуција аероклубовима широм Југославије. У Југословенски Регистар цивилних ваздухоплова било је уписано 102 авиона Аеро 3 који су се користили до средине 80-тих година прошлог века.

### Сачувани примерци авиона Утва Аеро 3
Један сачувани примерак авиона Утва Аеро 3  се налази у Техничком музеју у Загребу, где је изложен као музејски примерак, а неколико се налази по аероклубовима било да су у фази реконструкције или их једноставно чувају из сентименталних разлога.